# Simon Kapwepwe
Simon Mwansa Kapwepwe (12 april 1922 – 26 januari 1980) was een Zambiaans politicus.
Kapwepwe was lid van de Bemba-stam en lid van de United National Independance Party (UNIP) van president Kenneth Kaunda. In 1969 werd hij vicepresident van Zambia. Op 1 november 1970 moest hij deze positie afstaan en werd hij vervangen door Mainza Chona. Kapwepwe werd minister van Plaatselijk bestuur en Cultuur. In augustus 1971 trad hij uit de UNIP en richtte hij een eigen partij, de United Progressive Party (UPP) op. In september 1971 werd hij korte tijd gedetineerd wegens 'subversieve handelingen'. Hij had voornamelijk aanhang bij de Bemba's en geraakte in december 1971 voor de UPP verkozen in het parlement. In 1972 werd de UPP verboden en werden Kapwepwe en veel van zijn medestanders gearresteerd. Hij kreeg uiteindelijk een voorwaardelijke straf en trok zich terug uit de politiek.